# Мередіт Монро
Мередіт Монро (англ. Meredith Monroe, нар. 30 грудня 1969) — американська актриса, найбільш відома з ролі Енді Макфі в телесеріалі «Затока Доусона», де вона знімалась з 1998 по 2001 рік, а також з'явилась у фіналі шоу в 2003 році.
Мередіт Монро народилась у Х'юстоні, штат Техас, а 1997 році переїхала до Лос-Анджелеса, де згодом дістала регулярну роль в серіалі «Небезпечні думки» проти Енні Поттс, що був закритий після одного сезону. Після вона мала другорядну роль у денній мильній опері «Сансет Біч», а 1999 року вона дістала свою найзначнішу роль, у серіалі «Затока Доусона».
Після відходу із «Затоки Доусона», Монро зіграла головну роль у провальному кінофільмі 2002 року «Найкраща подруга». Відтак вона грала малі другорядні, або ж гостьові ролі, в багатьох серіалах, таких як «C.S.I.: Місце злочину Маямі», «Доктор Хаус», «Майстри жахів», «Кістки», «Приватна практика», «Морська поліція: Спецпідрозділ» і «Шукачка», а також виконувала роль дружини головного героя в серіалі «Криміналісти: мислити як злочинець» з 2005 по 2009 рік.